# Onde di Rayleigh
Le Onde di Rayleigh sono un tipo di onde elastiche superficiali che viaggiano nei solidi. Esse sono prodotte sulla terra dai terremoti, nel qual caso esse sono anche conosciute come "ground roll" ( letteralmente "tuono dal suolo"), o da altre sorgenti di energia sismica come un'esplosione o anche un potente impatto. Esse sono anche prodotte nei materiali dai trasduttori acustici, e sono usati nei test non-distruttivi per rilevare difetti. Quando dirette in strati vengono riferite come onde Rayleigh-Lamb, onde di Lamb o onde Rayleigh in genere.

## Caratteristiche

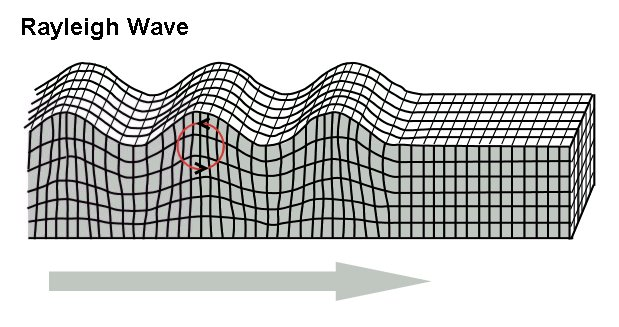
Rappresentazione delle onde di Rayleigh.

Le onde di Rayleigh viaggiano all'interfaccia tra due mezzi dalla caratteristiche molto diverse tipicamente il suolo e l'aria o il suolo e l'acqua. Nei mezzi isotropi solidi le particelle della superficie eccitata si muovono in ellissi in piani normali alla superficie e paralleli alla direzione di propagazione. Alla superficie e alle basse profondità questo moto è retrogrado. Le più profonde particelle nel materiale si muovono in ellissi più piccole con un'eccentricità che cambia con la profondità. Alle più gradi profondità il moto della particella diventa anterogrado (prograde). La profondità di spostamenti importanti nel solido è approssimativamente uguale alla lunghezza dell'onda acustica. Le onde di Rayleigh sono distinte dagli altri tipi di onde acustiche come le onde di Love o onde di Lamb, essendo entrambi tipi di onde dirette in uno strato, o onde longitudinali e di taglio, le quali viaggiano nel volume (bulk).
Dato che le onde di Rayleigh sono confinate vicino alla superficie, la loro ampiezza nel piano quando generate da una sorgente puntiforme decade solo come {\displaystyle {1}/{\sqrt {r}}}, dove {\displaystyle r} è la distanza radiale. Le onde di superficie quindi decadono molto più lentamente con la distanza di quanto lo fanno le onde di volume (bulk), le quali si disperdono in tre dimensioni da una sorgente puntiforme. La velocità delle onde di Rayleigh nei grandi solidi, dell'ordine di 2–5 km/s, è lievemente minore della velocità di taglio (shear).
L'esistenza delle onde di Rayleigh furono previste nel 1885 da Lord Rayleigh, da cui traggono il loro nome.

### Dispersione delle onde di Rayleigh

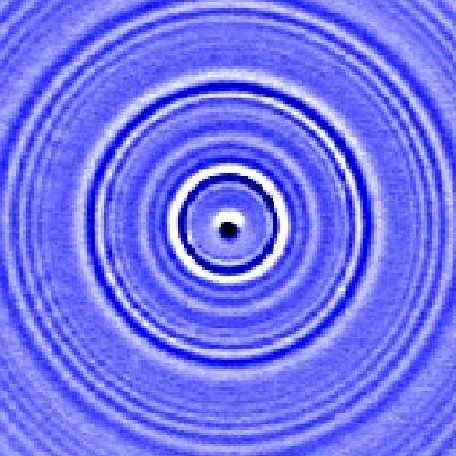
Dispersione delle onde di Rayleigh in una sottile pellicola d'oro su vetro.[http://kino-ap.eng.hokudai.ac.jp/index.html

Le onde di Rayleigh su dei solidi ideali piani, elastici, omogenei non mostrano dispersione. Ad ogni modo, se un solido o struttura ha una densità o velocità del suono che varia con la profondità, le onde di Rayleigh diventano dispersive. Un esempio sono le onde di Rayleigh sulla superficie terrestre: quelle onde con una frequenza più alta viaggiano molto più lentamente di quelle a frequenza più bassa. Questo succede perché un'onda di Rayleigh di frequenza minore ha una lunghezza d'onda relativamente lunga. Lo spostamento della lunghezza d'onda lunga penetra molto più nelle profondità della terra delle onde che hanno una lunghezza d'onda più breve. Dato che la rapidità delle onde nella terra viene ad incrementarsi con l'aumento della profondità, le onde che hanno lunghezza d'onda più lunga (bassa frequenza) possono viaggiare più veloci di quelle di lunghezza d'onda minore (alta frequenza). Perciò le onde di Rayleigh appaiono spesso disperse nelle registrazioni fatte dai sismogrammi delle stazioni che registrano terremoti distanti. È anche possibile osservare la dispersione delle onde di Rayleigh nelle sottili pellicole o strutture multistrato.

## Onde di Rayleigh in test non-distruttivi
Le onde di Rayleigh sono largamente usate per la caratterizzazione dei materiali a differenti scale di lunghezza poiché esse sono facilmente generate e rilevate sulla superficie libera di oggetti solidi. Poiché esse sono confinate in prossimità della superficie libera dentro una profondità (~ la lunghezza d'onda) legata alla frequenza dell'onda, differenti frequenze possono essere usate per la caratterizzazione a differenti scale di lunghezza.
Le onde di Rayleigh nel campo della frequenza ultrasonica sono usate nelle applicazioni di test non-distruttivi per aiutare a cercare fratture e altre imperfezioni nei materiali.

## Onde di Rayleigh in geofisica

### Onde di Rayleigh dai terremoti
Dato che le onde di Rayleigh sono onde superficiali, l'ampiezza di tali onde generate da un terremoto generalmente diminuisce in modo esponenziale alla profondità dell'ipocentro. Comunque, grandi terremoti possono generare onde di Rayleigh che viaggiano attorno alla terra diverse volte prima di dissiparsi.
In sismologia le onde longitudinali e di taglio sono note rispettivamente come onde P e onde S, e vengono definite onde di volume. Le onde di Rayleigh sono generate dall'interazione delle onde P e onde S sulla superficie della terra, e viaggiano con una velocità che è più bassa della velocità delle onde P, S e Love. Le onde di Rayleigh emanando all'esterno dall'epicentro di un terremoto viaggiano lungo la superficie della terra a circa 10 volte la velocità del suono, nell'aria, che è di ~
0,3 km/s.
Per la loro più alta velocità, le onde P e S generate da un terremoto arrivano prima delle onde superficiali. Comunque, il moto della particella delle onde superficiali è maggiore di quello delle onde di volume, così le onde superficiali tendono a causare maggior danno. Nel caso delle onde di Rayleigh, il moto è di natura ondulante, simile a un'onda di superficie oceanica. L'intensità dell'onda di Rayleigh a una posizione particolare è dipendente da diversi fattori:
- La grandezza di un terremoto
- La distanza dal terremoto.
- La profondità del terremoto.
- La struttura geologica della crosta.
- Il meccanismo epicentrale del terremoto.

La struttura geologica locale può servire a focalizzare o defocalizzare le onde di Rayleigh, portando a importanti differenze riguardo alle scosse per distanze brevi.

### Onde di Rayleigh in sismologia
Le onde di Rayleigh a bassa frequenza generate durante i terremoti vengono usate in sismologia per caratterizzare l'interno della terra.
Nei raggi d'azione intermedi, le onde di Rayleigh vengono usate in geofisica e in ingegneria geotecnica per la caratterizzazione dei sedimenti del suolo. In particolare, dalla registrazione di sismogrammi multicanale è possibile ottenere un profilo verticale monodimensionale della velocità delle onde di taglio.. La procedura, che prende il nome di "Analisi multicanale di onde superficiali" ('Multichannel Analysis of Surface Waves'), consiste nel registrare con un array di sensori, detti geofoni la risposta del terreno ad una sollecitazione proveniente da una sorgente controllata. La sorgente da usare va scelta tendendo conto che la profondità massima di investigazione è direttamente proporzionale alla lunghezza d'onda del segnale e che, allo stesso tempo, la lunghezza d'onda è inversamente proporzionale alla velocità di propagazione, caratteristica del terreno . Le sorgenti più usate sono il martello che percuote una piastra metallica (alte frequenze), una massa cadente (spettro ampio, tendente verso le frequenze medio-basse) o piccole cariche esplosive. Una volta registrato il sismogramma, va estratta la curva di dispersione. Generalmente, essa viene estratta dallo spettro f-k, ovvero dalla trasformata di Fourier del segnale nello spazio e nel tempo. L'onda di Rayleigh apparirà sul sismogramma come l'evento più energetico e lineare sullo spettro f-k, a testimonianza della sua dispersività. Una volta estratta la curva, va trovato il modello di velocità di taglio che produce una curva di dispersione sintetica che dia il misfit minore con la curva di dispersione estratta dal dato. Ci si trova quindi a dover risolvere un problema inverso. In letteratura sono presenti algoritmi, alcuni resi open source, come ad esempio Geopsy, che usa un 'neighbourhood algorithm'.
Un tipico risultato di queste analisi è il calcolo delle velocità equivalenti delle onde di taglio dei primi trenta metri di sottosuolo ('VS30'), parametro fondamentale nelle attuali normative riguardo l'ingegneria sismica .
Un secondo metodo usato per ottenere le proprietà dell'interno della terra è la cosiddetta tomografia di onde superficiali. Essa si basa sull'inversione delle velocità (di fase e/o di gruppo) apparenti delle onde di superficie tra due ricevitori. Il metodo nasce in contesto sismologico, su scala molto grande, ma è stato più recentemente applicato anche a scale più ridotte. In particolare, si è rivelato anche uno strumento promettente per l'esplorazione mineraria, data la sua notevole capacità di individuare variazioni nelle proprietà delle rocce in tutte le direzioni.

## Altre manifestazioni

### Esseri viventi
Le onde di Rayleigh a bassa frequenza (< 20 Hz) non sono udibili, sebbene possano essere rilevate da molti mammiferi, uccelli, insetti e ragni. Gli esseri umani sarebbero capaci di rilevare tali onde di Rayleigh attraverso i loro corpuscoli paciniani, i quali si trovano nelle articolazioni, sebbene le persone non sembrano consciamente rispondere ai segnali. Alcuni animali sembrano usare le onde di Rayleigh per comunicare. In particolare, alcuni biologi teorizzano che gli elefanti possano usare le vocalizzazioni per generare onde di Rayleigh. Poiché le onde di Rayleigh decadono lentamente, esse sarebbero rilevabili sulle lunghe distanze.  Nota che queste onde di Rayleigh hanno frequenza più alta delle onde di Rayleigh generate nei terremoti.
Dopo il terremoto nell'Oceano Indiano del 2004, alcune persone hanno considerato le onde di Rayleigh utilizzate dagli animali come un avvertimento per cercare un luogo più in alto, facendoli fuggire dal più lento prossimo arrivo dello tsunami. Questa volta, l'evidenza di ciò è più che altro aneddotica. Un altro animale con sistemi di pre-avviso può affidarsi alla sua abilità nel percepire le onde infrasoniche viaggianti attraverso l'aria..